# Heinz Josef Algermissen
Heinz Josef Algermissen (Hermeskeil, 15 de fevereiro de 1943) é um bispo católico alemão. Foi bispo da Diocese de Fulda de 2001 a 2018.

## Vida
Após concluir o ensino médio em 1963, Algermissen estudou filosofia e teologia em Freiburg e Paderborn, onde foi ordenado sacerdote em  19 de julho de 1969 pelo Arcebispo Cardeal Lorenz Jaeger. Depois de servir como capelão em Bielefeld e Mescheden, período em que também atuou como conselheiro no colégio em Paderborn, tornou-se pároco em 1989 em Paderborn, tornou-se pároco em 1980 em Bielefeld- Schildesche e reitor em 1984. Em 1991, tornou-se reitor regional do decanato de Minden-Ravensberg-Lippe e, de 1994 a 1998, foi presidente do Conselho dos Bispos da Arquidiocese de Paderborn.
O Papa João Paulo II nomeou Algermissen em 23 de julho de 1996 como bispo titular de Labicum e o nomeou bispo auxiliar de Paderborn. Sua ordenação ocorreu em 21 de setembro de 1996, sob os auspícios de Johannes Joachim Degenhardt, Arcebispo de Paderborn e posteriormente cardeal.
Em 20 de junho de 2001, João Paulo II o nomeou bispo de Fulda, e em 23 de setembro foi empossado na Catedral de Fulda. Desde 2002, ele é presidente da Pax Christi, e desde 2006 é vice-presidente de um comitê ecumênico que trata do judaísmo na Conferência Episcopal Alemã. Sua renúncia foi aceita pelo Papa Francisco em 5 de junho de 2018. Ele é sucedido por Michael Gerber como bispo de Fulda.

## Obras
- Editado por Pax Christi Regensburg e a Associação dos Antigos Trabalhadores Forçados no Regestão Educacional Protestante (com outros): encontros. Com ex-trabalhadores forçados. Edição Bunte dogs, Regensburg 2003, ISBN 3-934941-07-9
- A palavra na pista. Letras pastorais, sermões, palavras do bispo. Parzeller, Fulda 2003, ISBN 3-7900-0356-5
- Estrela da manhã na noite escura. Um companheiro para a época do Advento e do Natal. Herder, Freiburg im Breisgau, Basileia, Viena 2005, ISBN 3-451-28747-1
- Vocabulários. Letras pastorais e sermões do bispo. Parzeller, Fulda 2009, ISBN 978-3-7900-0419-9
- Discursos em uma época de transição - cartas pastorais dos anos de 2001 a 2015. Parzeller, Fulda 2015, ISBN 978-3-7900-0494-6